# Costa de Dexo
La Costa de Dexo es un espacio natural protegido español situado en la provincia de La Coruña, Galicia. Tiene una extensión de 349,96 ha y fue declarado en 2004 como Lugar de Importancia Comunitaria, y en 2014 definitivamente como ZEC.

## Geografía
Es un área natural protegida del municipio de Oleiros. Recorre la franja marina que se encuentra entre el faro de Mera y el puerto de Lorbé e incluye todas las islas e islotes cerca de la costa. Esta franja costera es uno de los pocos espacios naturales bien conservados de toda la Costa Ártabra.

## Biodiversidad

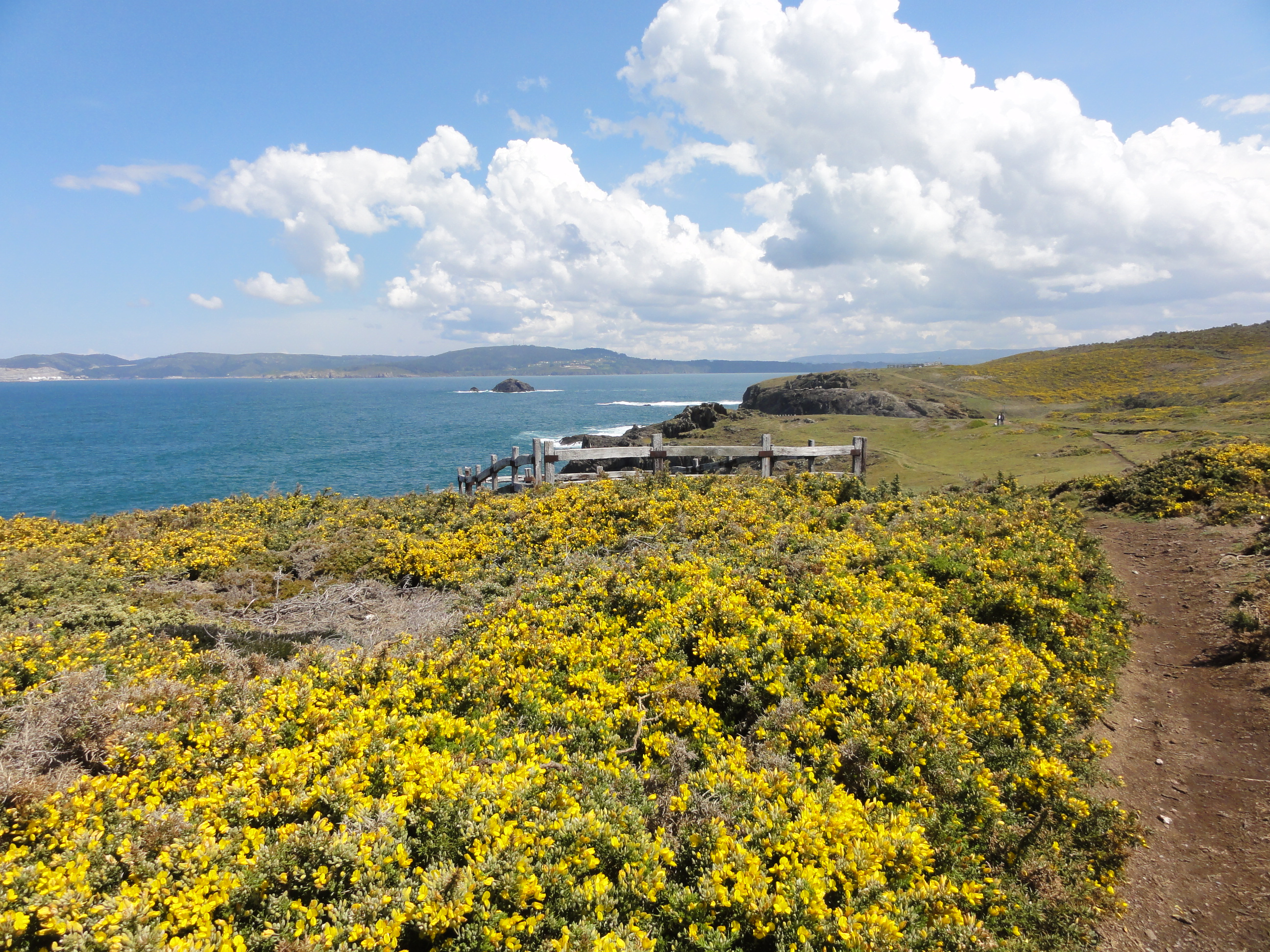
Costa de Dexo con el tojo en flor.

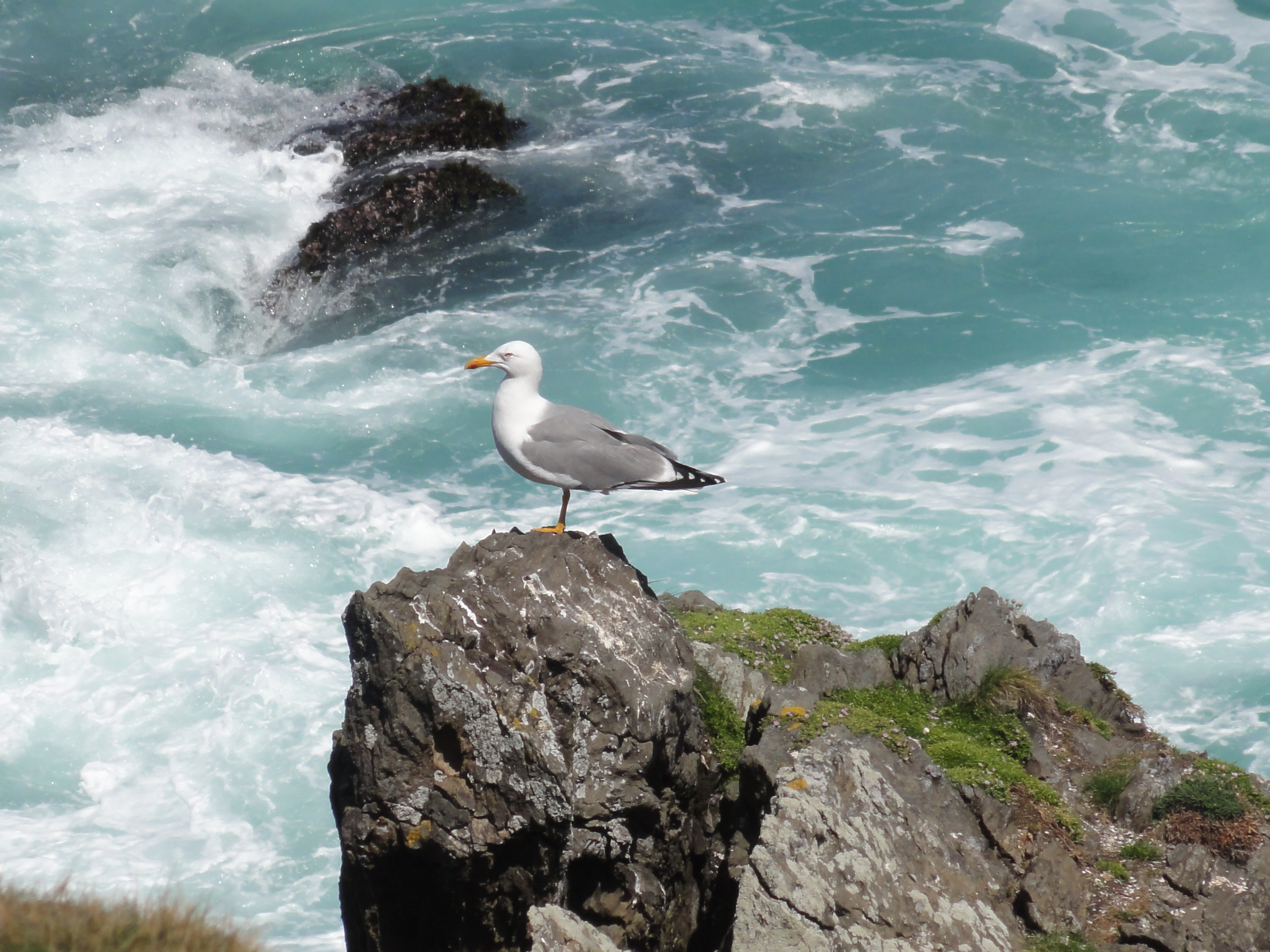
Gaviota patiamarilla en la Costa de Dexo.

Junto con la singularidad de sus ecosistemas y hábitats, y su geo-morfología y paisaje fueron las razones por las que, en el año 2000, fue declarado monumento natural. La zona costera aquí está formada por acantilados en los que anidan varias especies de aves marinas.

### Flora
En el espacio natural se encuentran ejemplares de  de especies endémicas, localizándose en tres zonas según su proximidad con el mar:
- La más cercana se encuentran las especies instaladas en y entre las grietas de los muros rocosos como los líquenes y musgos.
- La zona media de pastos y con matorrales, se encuentra justo por encima de la anterior.
- La zona más alejada, se compone de matorrales como el tojo y el brezo y árboles de pinos y eucaliptus.

### Fauna
En el espacio natural se encuentran, entre otros, ejemplares de:
- Vencejo real (Apus melba)
- Gaviota patiamarilla (Larus michahellis)
- Cormorán moñudo (Phalacrocorax carbo)
- Halcón  peregrino - (Falco peregrinus)
- Lagarto verdinegro (Lacerta schreiberi)
- Nutria europea (Lutra lutra)